# Happy Tears
Happy Tears ist ein US-amerikanischer Spielfilm aus dem Jahr 2009. Die Uraufführung fand im Rahmen der 59. Internationalen Filmfestspiele von Berlin am 11. Februar 2009 statt.

## Handlung
Laura informiert ihre Schwester Jayne über den schlechten Gesundheitszustand des Vaters Joe. Der an Altersdemenz leidende alte Mann benötigt ständige Betreuung. Bisher hat ihn Laura versorgt. Doch meint sie, dass es jetzt an der Zeit sei, dass ihre Schwester dies übernimmt. Jayne verzögert jedoch die Anreise. Sie ist eher mit ihrem eigenen Leben beschäftigt. Ihr Ehemann Jackson ist der Sohn eines verstorbenen berühmten Malers und das kinderlose Paar lebt von dessen Erbe. Jackson leidet allerdings auch noch nach dem Tode des Vaters unter dessen Größe, die er nie erreichen wird. Jayne flüchtet dagegen immer wieder in Tag- und Nachtträume, die ihr Leben eher bestimmen als die Realität. Als Jayne dann in ihr Elternhaus zurückkehrt, wird sie mit der Vergangenheit der Familie konfrontiert und der sehr bodenständigen Schwester, die den gemeinsamen Vater lieber in einem Pflegeheim sehen würde. Obwohl Jayne der Pflege des Vaters überhaupt nicht gewachsen ist, macht sie jedoch den Vorschlag den Vater bei sich in Kalifornien aufzunehmen. Joe will davon überhaupt nichts wissen. Er spielt weiterhin seine Bluessongs auf der Gitarre und hat mit Shelly eine ebenso verrückt erscheinende Geliebte, die ebenfalls im Haus wohnt. Shelly gibt sich als Krankenschwester aus, ist jedoch drogenabhängig und braucht das Geld des alten Mannes. Jayne schafft es schließlich die Frau aus dem Haus zu vertreiben. Als nach einem Autounfall, den Jayne verursacht hat, Laura und Joe im Krankenhaus landen, löst Jayne den Haushalt des Vaters auf. Joe kommt schließlich in ein Pflegeheim. Aber auch Jaynes Ehemann Jackson landet in einer psychiatrischen Klinik.

## Hintergrund
Regisseur und Drehbuchautor Mitchell Lichtenstein ist der Sohn des Malers Roy Lichtenstein.

## Kritiken
„Happy Tears hat komische Momente, und eine Zeit lang macht es Spaß, dem Spiel von Demi Moore und Parker Posey zuzuschauen, ihren Kämpfen und Versöhnungen. Subtilität ist aber nicht die Sache von Regisseur Lichtenstein, er schickt seine Figuren durch komödienstadlhaft plumpe Standardsituationen.“

„Lichtenstein hat, im Prinzip, die "Geschwister Savage" als schrille Klamotte neuverfilmt, im Sinne seines Vaters Roy zum knallbunten Konsumgut verdreht. Einen Rest von Trauer und Verzweiflung kann man unter der - sehr komischen - Oberfläche erahnen, aber insgesamt ist das Resultat zu süß.“

## Auszeichnungen
Der Film nahm an der Berlinale 2009 teil, wo er im Wettbewerb um den Goldenen Bären vertreten war, blieb aber unprämiert. Der Goldene Bär ging an La teta asustada.